# 塔加斯特城
塔加斯特城（Thagaste，阿拉伯文：‎），這個城市在奧古斯丁出生時，已存在了300多年之久，是屬於羅馬帝國的努米底亞行省的一座城市。距離希坡（現稱安納巴）約60英里，距離迦太基（現在的突尼西亞）約150英里。現今改名為桑克阿哈拉城（阿拉伯文：‎），屬阿爾及利亞境內的內陸城市。這座城是羅馬時期，被羅馬人在北非所攻破的數個十分自豪的城市之一，後來她稱自己的塔加斯特議會是一個最輝煌的議會。這個城市是奧古斯丁的出生地。